# بركان تويد
بركان تويد هو بركان درعي من أوائل العصر الميوسيني متآكل جزئيًا يقع في شمال شرق نيو ساوث ويلز، والذي تشكل عندما مرت هذه المنطقة من أستراليا فوق النقطة الساخنة في شرق أستراليا منذ حوالي 23 مليون سنة. يعد جبل وارننغ وهضبة لامينغتون ونطاقات الحدود بين نيو ساوث ويلز وكوينزلاند من بين بقايا هذا البركان الذي كان قطرهُ في الأصل أكثر من 100 كيلومتر (62 ميل) وما يقرب من ضعف ارتفاع جبل وارننغ اليوم، عند 1156 مترًا (3793 قدمًا). ). على الرغم من حجمه، لم يكن بركان تويد بركانًا عملاقًا؛ أما البراكين الدرعية الأخرى، كما هو الحال في جزر هاواي، فهي أكبر بكثير. خلال 23 مليون سنة منذ أن كان البركان نشطًا، كان التآكلهُ واسع النطاق، مما أدى إلى تشكيل كلدر متآكل كبير حول القصبة البركانية لجبل وارننغ. يعتبر الكلدر المتآكل الأكبر في نصف الكرة الجنوبي.